# (325368) Ihorhuk
(325368) Ihorhuk est un astéroïde de la ceinture principale.

## Description
(325368) Ihorhuk est un astéroïde de la ceinture principale. Il fut découvert le 25 août 2008 à Androuchivka par l'observatoire astronomique d'Androuchivka. Il présente une orbite caractérisée par un demi-grand axe de 3,06 UA, une excentricité de 0,28 et une inclinaison de 13,8° par rapport à l'écliptique.

## Compléments